# Pénélope (périodique)
Pour les articles homonymes, voir Pénélope (homonymie).
Pénélope est un périodique biannuel d’histoire et d’anthropologie des femmes, d'orientation féministe, publié de 1979 à 1985.

## Histoire
En 1977, l'éditeur américain Gordon and Breach lance un appel auprès de plusieurs chercheuses afin de fonder une revue internationale d’histoire et d’anthropologie des femmes. L'initiative reste lettre morte, notamment en raison de l'usage exclusif de l'anglais demandé par l'éditeur et du manque d'intérêt des chercheuses anglophones déjà dotées de revues de référence sur le sujet. Cependant cette initiative fait émerger en France un réseau de chercheuses qui prennent conscience de l'importance de créer une publication d'histoire et d'anthropologie des femmes.
Le premier numéro de Pénélope parait en juin 1979. La revue est initialement publiée conjointement par Groupe d'études féministes de l'université Paris VII et Centre de recherches historiques de l'EHESS, puis plus tard par l'association Pénélope. Elle se donne pour objectif de « stimuler la réflexion sur cette dimension de l'histoire qu'est l'histoire des femmes et sur cette dimension qu'est pour les femmes leur temps collectif ». Les numéros sont thématiques, traitant de sujets tels que « les  femmes et la presse », « femmes et techniques » ou encore « vieillesse des femmes » et présentent un état des lieux des recherches en cours sur la thématique concernée. Afin de privilégier une diversité dans les approches et une multiplicité des apports, les contributions sont courtes et synthétiques. L'association Pénélope est en non mixité mais la publication compte cependant aussi quelques contributeurs masculins. A chaque nouveau numéro, l'équipe de rédaction se renouvelle, en fonction du thème.
La revue est imprimée par l’atelier de reprographie de l’université Paris 7 ou n'est facturé à l'association que le prix du papier. Puis, à la suite d'une intervention du service financier de l'université, Pénélope doit être imprimée au prix habituel du marché par Voix Off, une imprimerie féministe. Une subvention accordée par le ministère des Droits de la Femme permet de couvrir ces coûts d'impression mais un changement au gouvernement opéré en 1985 fait perdre cette subvention à la publication. En conséquence, Pénélope doit cesser sa parution. AU total, 13 numéros ont été publiés.
Les contributions de la revue sont globalement ignorée par le monde académique, Pénélope ne bénéficiera d'une reconnaissance qu'après sa disparition.

## Archives
Inventaire du fonds d'archives (2,5 mètres linéaires) de la revue Pénélope conservé à la bibliothèque Marguerite-Durand. Le fonds comprend les archives de l'association et du périodique ainsi que la collection complète des numéros et une bibliothèque de documentation.